# Minapis
Minapis is een geslacht van vliesvleugeligen uit de familie Tanaostigmatidae. De wetenschappelijke naam van dit geslacht is voor het eerst geldig gepubliceerd in 1916 door Brèthes.

## Soorten
Het geslacht Minapis omvat de volgende soorten:
- Minapis bicolor Gomes, 1941
- Minapis nigra Brèthes, 1916
- Minapis pseudonigra Gomes, 1944